# Cyrtandra kusaimontana
Cyrtandra kusaimontana är en tvåhjärtbladig växtart som beskrevs av Takahide Hosokawa. Cyrtandra kusaimontana ingår i släktet Cyrtandra och familjen Gesneriaceae. Inga underarter finns listade i Catalogue of Life.